# Club Atlético Aldosivi
Der Club Atlético Aldosivi ist ein argentinischer Fußballverein aus Mar del Plata in der Provinz Buenos Aires. Der 1913 gegründete Klub spielt seit 2018 in der ersten nationalen Liga, der Primera División.

## Geschichte
Die Anfänge des Vereins gehen bis zu den Zeiten der Erbauung des Hafens von Mar del Plata zurück, als die dort beschäftigten Arbeiter eine Möglichkeit suchten, um Sport zu treiben.
Am 29. März 1913 wurde schließlich die Gründung eines Clubs beschlossen. Man nahm einfach die ersten beiden Buchstaben der Namen von den Ingenieuren und Eigentümern der Firma, die am Hafenbau beteiligt war. Aus Allard, Doulfus, Sillard y Wiriott wurde AL-DO-SI-WI, da man jedoch den Club telegraphisch registrieren ließ und man so kein W verwenden konnte, wurde aus dem Namen Aldosivi.
Zunächst waren die Vereinsfarben blau, rot und weiß. Ein Geschäft gab ihnen jedoch gelb-grüne Trikots, so dass sie die Vereinsfarben wieder änderten. Erster Vereinspräsident war Pedro Seré. Neben Fußball wurden auch andere Sportarten in den Verein aufgenommen wie Basketball, Bowling oder Kugelstoßen.
Zwischen 1913 und 1970 spielte der Verein stets auf lokaler Ebene mit seiner Fußballabteilung. Anschließend gelangen gleich drei Titel in Folge in der Liga Marplatense de fútbol (1974-1975-1976). Seitdem gelang nicht mehr die Rückkehr in die erste Liga, jedoch nahm man an verschiedenen Aufstiegsturnieren teil. So etwa am Torneo Interior (1987–1994), Argentino A de Fútbol (1995–1996, 2000–2004) und Nacional B (1996–2000, 2004–2007). Im Jahr 1979 kam es zu einer schweren finanziellen Krise und Aldosivi entschloss sich zu einer Fusion mit den Teams aus der Region, Banfield und Talleres. Die nächsten beiden Jahre trugen sie unter dem Namen Defensores del Puerto aus. Nach dieser Zeit folgte der Aufstieg aus der regionalen Liga und der Spielbetrieb wurde wieder als CA Aldosivi aufgenommen.

## Stadion
Der Club Atlético Aldosivi spielt im Estadio José María Minella, Mar del Plata. Das Stadion wurde für die Fußball-Weltmeisterschaft 1978 erbaut und in jenem Jahr eröffnet. Das Fassungsvermögen liegt momentan bei 43.000 Zuschauern. Das Spielfeld misst 105 × 70 Meter.

## Berühmte Spieler
- Gabriel Amato (1989–1990)
- Gustavo Balvorín (2002–2003)
- Mauro Camoranesi (1994–1995)
- Silvio Carrario (2007)
- Turu Flores (2006)
- José Luis Pochettino (1997–1998)

## Erfolge

### National
- 2005 – Torneo Argentino A (Torneo Clausura)

### Regional
- Primera División de la Liga Marplatense de fútbol (7): 1959, 1973, 1974, 1975, 1989, 1993 und 1994